# معركة أتوليروس
معركة أتوليروس قالب:برتغ حدتث في (6 أبريل 1384) هي أولى معارك أزمة 1383-1385 التي حدث بين المترديين البرتغال بقيادة جواو فارس أفيس ونونو ألفاريز بيريرا وأنصار الملكيين القشتاليين بقيادة ملك قشتالة خوان الأول وزوجته بياتريس من البرتغال والملكة الأم ليونورا تيليس دي مينيزيس، المعركة وقعت في وسط البرتغال المنقطة التي تعرف بـ«ألينتيخو» وكانت المعركة أول شرارة معركية في أزمة الخلافة الأولى لبرتغال.
نونو ألفاريز بيريرا قد تم اختياره لحماية الحدود في هذا المجال، في ظل الخوف من أن قوة القشتالية تتمكن أن تدخل البرتغال. غادر لشبونة مع 1,000 المشاة، إضافة إلى قوة قواته في طريقه إلى أتوليروس. يتألف الجيش القشتالية بعض 6,000 الرجال، ومعظمهم من سلاح الفرسان، الذي كان يحاصر قرية فرونتيري. مع اقتراب بيريرا، أرسلت قشتالة على مبعوث له، في محاولة لإقناعه للتقاعد. رفض ذلك، وتقدمت قشتالة لمقابلته، ورفع الحصار. شكلت بيريرا تكتيكة مربع دفاعية. في المعركة التي كانت قصيرة، سلاح الفرسان القشتالي لم يتمكن من كسر تشكيل البرتغالية، عانيت خسائر فادحة.وأم البرتغال لم يكن هناك شيئا يذكر، هناك انسحبوا قشتالة من المعركة.
معركة أتوليروس تمثل أول استخدام الفعال لل«تكتيكات مربعة» في أرض المعركة، هذا التكتيك، هو عبارة عن مجموعات من المشاة المسلحة مع كل من اليد إلى اليد الأسلحة الصاروخية ودافعوا عن أنفسهم من كل الاتجاهات، حتى أنه كان لا يزال قيد الاستخدام في وقت لاحق أكثر من 500 عاما خلال الحروب النابليونية ضد هجمات الفرسان الفرنسي الشامل، وخلال في حرب الزولو ضد الجماهير ضخمة من المشاة في الغالب المسلحة الرمح. كان فعالا بشكل خاص عندما كان المشاة للقتال ضد الفرسان قوية.